# Colobosauroides
Colobosauroides is een geslacht van hagedissen uit de familie Gymnophthalmidae.
De groep werd voor het eerst wetenschappelijk beschreven door da Cunha, Lima-Verde & Lima in 1991. Er zijn twee soorten die voorkomen in delen van Zuid-Amerika en endemisch leven in Brazilië.

## Soortenlijst
| Soorten uit het geslacht Colobosauroides | Soorten uit het geslacht Colobosauroides | Soorten uit het geslacht Colobosauroides |
| ---------------------------------------- | ---------------------------------------- | ---------------------------------------- |
| Naam                                     | Auteur                                   | Verspreidingsgebied                      |
| Colobosauroides carvalhoi                | Soares & Caramaschi, 1998                | Brazilië (Bahia)                         |
| Colobosauroides cearensis                | da Cunha, Lima-Verde & Lima, 1991        | Brazilië (Ceará)                         |